# Woiwodschaft Siedlce

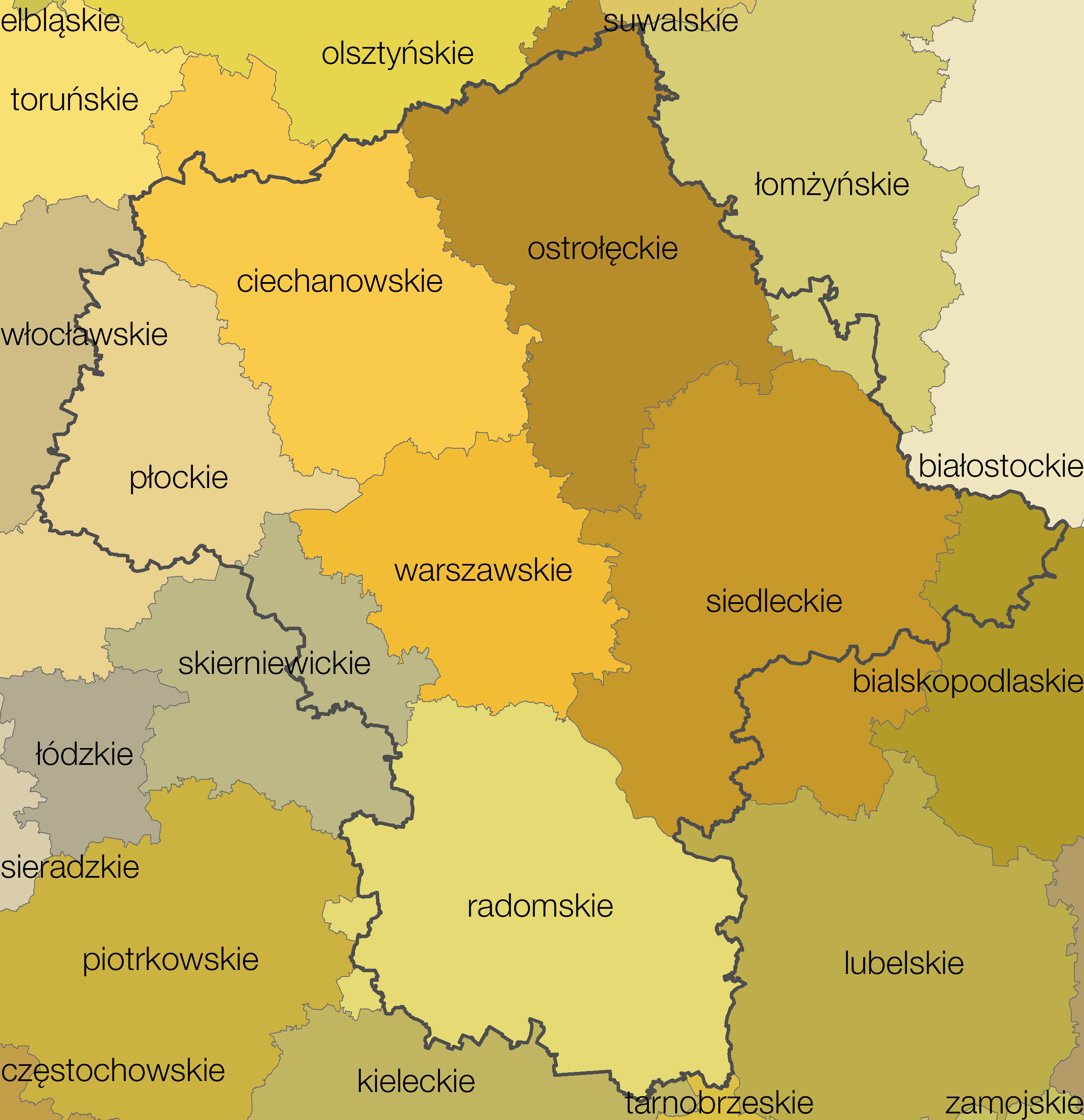
Woiwodschaft Siedlce (in hellbraun) neben anderen 1998 überwiegend aufgegangen in der Woiwodschaft Masowien

Die Woiwodschaft Siedlce (polnisch Województwo siedleckie) war in den Jahren 1975 bis 1998 eine polnische Verwaltungseinheit, die im Zuge einer Gebietsreform in Teilen der heutigen Woiwodschaften Masowien und Lublin aufging. Die Hauptstadt war Siedlce.
Bedeutende Städte waren (Einwohnerzahlen von 1995):
- Siedlce (74.100)
- Mińsk Mazowiecki (35.000)
- Łuków (32.000)

## Einwohnerentwicklung
| Jahr            | 1975    | 1980    | 1985    | 1990    | 1995    | 1998    |
| Einwohneranzahl | 601 200 | 616 300 | 636 400 | 651 400 | 661 700 | 661 400 |